# 1. Armee (Russisches Kaiserreich)
Die 1. Armee des Russischen Kaiserreichs war eine Armee, welche während des Ersten Weltkrieges an der Ostfront eingesetzt wurde. 

## Geschichte

### 1914
Die 1. Armee wurde im Juli 1914 nach dem Eintritt Russlands in den Ersten Weltkrieg mobilisiert. Unter dem Kommando ihres Führers General Paul von Rennenkampff versuchte die 1. Armee vom 17. August bis zum 14. September 1914 zusammen mit der 2. Armee und der 10. Armee der Kaiserlich Russischen Armee vergeblich die deutsche Provinz Ostpreußen zu erobern. 
Am frühen Morgen des 17. August 1914 begann die russische 1. (Njemen-)Armee auf der gesamten Frontbreite zwischen Suwałki im Süden und Schillehnen im Norden den Vormarsch nach Westen. Die Armee verfügte bei Kriegsbeginn über sieben Korps mit etwa 13 Infanterie- und 7 Kavalleriedivisionen:
- Nordflügel: XX. Armeekorps unter Gen. der Inf. Smirnow mit der 28. und 29. Division
- Zentrum: III. Armeekorps unter Gen. der Inf. Jepantschin mit der 25. und 27. Division
- Südflügel: IV. Armeekorps unter Gen. der Art. Alijew  mit der 30., 40. und 57. Division
- im Raum Lyck: II. Armeekorps unter Gen. der Kav. Scheideman (später Sljussarenko) mit der 26., 43. und 72. Division
- im Raum Tilsit: XXVI. Armeekorps unter Gen. der Inf. Gerngross (53., 56., und 68. Reserve-Division)
- Garde-Kavalleriekorps mit der 1. und 2. Garde-Kavallerie-Division
- I. Kavalleriekorps unter (General der Kavallerie Hussein Chan Nachitschwanski) 1., 2., 3., 6. und 15. Kavallerie-Division[2]

In zweiter Staffel folgten das XXII. Armeekorps (73. und 76. Reserve-Division) und das III. Sibirisches Armeekorps (Sibir. 7. und 8. Inf-Division). Diese Verbände dienten Anfang September für die Aufstellung der russischen 10. Armee. 
Die 1. Armee drang auf einer Breite von 40 Kilometer zwischen Wyschtyten und Schirwindt in Ostpreußen ein. Im Zentrum des Vormarschstreifens, im Abschnitt des russischen III. und XX. Korps, lagen die Stellungen der deutschen 1. Division. Hier kam es noch am selben Tag zum Gefecht bei Stallupönen, wo das deutsche I. Armee-Korps zum Rückzug gedrängt wurde.  
Am 19. August griffen die Russen nochmals in der Schlacht bei Gumbinnen an mehreren Stellen an, am nächsten Morgen erfolgte ein deutscher Gegenangriff. Auf dem Nordflügel war der Angriff des I. Armee-Korps erfolgreich. Der rechte Flügel der russischen 1. Armee (XX. Korps und Teile des III.) konnten zurückgedrängt werden. Im Mittelabschnitt wurde das deutsche XVII. Armee-Korps nach anfänglichem Erfolg jedoch in die Ausgangsstellung zurückgeworfen. Im Südabschnitt kam es nur zu kleineren Gefechten des russischen IV. Korps mit dem deutschen I. Reserve-Korps.
Die russische 2. Armee unter General Alexander Samsonow sollte derweil gleichzeitig über den Narew ins südliche Ostpreußen einbrechen. Beide Großverbände operierten räumlich getrennt voneinander und konnten einander kaum Unterstützung leisten. Rennenkampff reagierte erst drei Tage nach Beginn der am 23. August eingeleiteten deutschen Umgruppierungen mit der Wiederaufnahme eigener Operationen, die auf Königsberg gerichtet waren. Nach der überraschenden Niederlage der 2. Armee in der Schlacht von Tannenberg hatte sich die 1. Armee auf die Linie Insterburg–Gumbinnen in Verteidigungsstellungen zurückgezogen. Die 1. Armee erhielt Verstärkungen, durch die sie auf insgesamt 14 Infanterie- und 5 Kavallerie-Divisionen aufgestockt wurde. Das Frontkommando der russischen Nordwestfront unter General Schilinski ließ südöstlich von Ostpreußen eine neue Armee – die 10. Armee unter General Pflug aufstellen, um sich die Möglichkeit einer neuerlichen Offensive nach Ostpreußen zu erhalten.
Die deutsche 8. Armee setzte ihren folgenden Hauptstoß am 6. September an der masurischen Seenenge an. Das deutsche I. und XVII. Korps umfassten den russischen Südflügel derart, dass die russischen Korps im Zentrum (XX., II. und IV. Korps) bis zum 11. September schrittweise auf die Angerapp zurückgehen mussten. Nördlich von Angerburg ansetzend öffnete der Angriff des deutschen XX. Korps den Eingang durch die Seenenge bei Ogonken. Die Masse der russischen 1. Armee befand sich auf den Rückzug über die Angerapp. Am Abend des Tages war die neue Frontlinie Tolmingkehmen – Goldap über Gaweiten nach Szabienen-Darkehmen eingenommen. Rennenkampff entschied sich zum generellen Rückzug aus deutschem Gebiet. Die Njemen-Armee überquerte am 13. September die russische Grenze nach Osten. Mitte Oktober erfolgte die Verlegung des Armeeoberkommando 1 an die Narewfront, es erhielt den Befehl über neue Truppenverbände, griff in der Schlacht an der Weichsel und Ende November bei der russischen Gegenoffensive in der Schlacht um Lodz ein. Ab dem 20. November ging die russische 1. Armee gegen Rücken und Flanke der nördlich Łódź kämpfenden deutschen Truppen vor. Das bei Płock zur Deckung des Rückens der 9. Armee zurückgelassene deutsche I. Reserve-Korps hatte die feindlichen Truppen bei Łowicz nicht aufhalten können. Das XX. Armee-Korps musste an der Moszczenica bei Stryków wieder Front nach Norden machen und den russischen Gegenangriffen standhalten. Damit war die deutsche Umfassungsoperation gegen Łódź gescheitert, am 22. November konnte das abgeschnittene deutsche XXV. Reserve-Korps seinen Ausbruch nach Norden erzwingen. Das unzureichende Eingreifen der 1. Armee gegen die über Brzeziny ausbrechende deutsche Formation wurde von der Stawka als Verrat gedeutet und kostete Rennenkampff Anfang Dezember seinen Posten. Nach der Aufgabe von Łowicz zog sich die 1. Armee mit dem I., II., V. und VI. Sibirischen Korps hinter die Bzura in Richtung auf Warschau zurück, wo das XXVII. Armeekorps die Verteidigung vorbereitete.

### 1915
Mitte Februar 1915 konnte der neue Oberbefehlshaber General der Kavallerie Alexander Litwinow einen Angriff des deutschen I. Reserve-Korps in der Schlacht um Przasnysz zurückwerfen. Mit  zehneinhalb Divisionen war die 1. Armee den deutschen Angriffstruppen dabei zahlenmäßig weit überlegen:
- das I. Turkestanische Korps unter General Scheideman bei Ciechanow
- XIX. Armeekorps (General der Infanterie Gorbatowski) bei Przasnysz
- das XXVII. Armeekorps unter General der Infanterie Balanin stand im Raum Płońsk
- das I. Sibirische Korps stand unter General Pleschkow bei Przasnysz
- das II. Sibirisches Korps unter Generalleutnant Sytschewski im Raum Ostrolenka
- das 1. Kavallerie-Korps unter General der Kavallerie Oranowski

In der Narew-Offensive durchbrach dann die verstärkte deutsche Armeegruppe Gallwitz im Juli 1915 die Front der 1. Armee endgültig, dieser Erfolg leitete den Großen Rückzug der gesamten russischen Westfront ein.

### 1916–1918
Von 1916 bis 1918 blieb die 1. Armee weiterhin an der Ostfront eingesetzt, das Armeeoberkommando wechselte aber 1917 zur Südwestfront. Der in den Waldkarpaten stehenden südliche Flügel der 8. Armee (XI., XXIII. und XVIII. Korps) trat am 23. Juli 1917 in den Verband der dort neu formierten 1. Armee unter General Wannowski über.

## Kommandeure
- Paul von Rennenkampff (19. Juli 1914 – 5. Dezember 1914)
- Alexander Iwanowitsch Litwinow (6. Dezember 1914 – 2. April 1917)
- Ilja Odischelidse (12. April 1917 – 24. April 1917)
- Michail Alexejewitsch Sokownin (24. April 1917 – 30. Juli 1917)
- Gleb Michailowitsch Wannowski (31. Juli 1917 – 9. September 1917)
- Wladimir Wladimirowitsch von Notbek (9. September 1917 – November 1917)